# Ministri della giustizia della Francia
Il ministro della giustizia (in francese Ministre de la Justice) in Francia, è un membro importante del Consiglio dei ministri, supervisiona l'istituzione, la manutenzione e l'amministrazione del sistema giudiziario. È vicepresidente del Consiglio superiore della magistratura, dove, tra le altre cose, sovrintende alle carriere della maggior parte dei giudici e formula raccomandazioni per l'avanzamento dei pubblici ministeri. I compiti del Ministro della Giustizia comprendono anche: la supervisione delle carceri; proporre leggi sul diritto civile, penale o procedurale. Il Ministro della Giustizia funge da Custode del Gran Sigillo di Francia (Guardian de Sceaux); in questa veste conserva anche il Gran Sigillo di Francia.
Sotto l'Ancien Régime, il ministro responsabile del sistema giudiziario era denominato Cancelliere di Francia. Il cancelliere era responsabile della registrazione dei decreti reali da parte dei vari parlamenti dell'impero. Tuttavia, il Cancelliere venne nominato a vita, il che avrebbe potuto comportare la sua caduta in favore o diventare troppo malato per entrare in carica. In questo caso, il suo vice, il Custode del Sigillo, assunse la sua funzione. L'ultimo cancelliere morì nel 1790, nel mezzo della rivoluzione francese. Il suo posto non è stato occupato. Invece, dal 1791, il Custode del Sigillo di Francia assunse il titolo aggiuntivo di "Ministro della giustizia" (Ministre de la Justice).

## Ministri della giustizia della Francia

### Guardasigilli (1699–1790)
| Guardasigilli                               | Inizio            | Fine              |
| Louis Phélypeaux de Pontchartrain           | 5 settembre 1699  | 1º luglio 1714    |
| Daniel Voysin de La Noiraye                 | 2 luglio 1714     | 2 febbraio 1717   |
| Henri François d’Aguesseau                  | 3 febbraio 1717   | 28 gennaio 1718   |
| Marc René d'Argenson                        | 28 gennaio 1718   | 7 giugno 1720     |
| Henri François d’Aguesseau                  | 8 giugno 1720     | 28 febbraio 1722  |
| Joseph Jean-Baptiste Fleuriau               | 28 febbraio 1722  | 17 agosto 1727    |
| Germain Louis Chauvelin                     | 23 agosto 1727    | 20 febbraio 1737  |
| Henri François d'Aguesseau                  | 20 febbraio 1737  | 27 novembre 1750  |
| Jean-Baptiste de Machault d'Arnouville      | 27 novembre 1750  | 1º febbraio 1757  |
| vacante                                     | 1º febbraio 1757  | 13 ottobre 1761   |
| Nicolas René Berryer                        | 13 ottobre 1761   | 15 settembre 1762 |
| Paul Esprit Feydeau de Brou                 | 27 settembre 1762 | 3 ottobre 1763    |
| René Charles de Maupeou                     | 3 ottobre 1763    | 18 settembre 1768 |
| René Nicolas de Maupeou                     | 18 settembre 1768 | 24 agosto 1774    |
| Armand Thomas Hue                           | 24 agosto 1774    | 8 aprile 1787     |
| Chrétien François de Lamoignon              | 8 aprile 1787     | 14 settembre 1788 |
| Charles Louis François de Paule de Barentin | 17 settembre 1788 | 3 agosto 1789     |
| Jérôme-Marie Champion de Cicé               | 4 agosto 1789     | 21 novembre 1790  |

### Ministro della giustizia (1790–1944)
| Ministro                                        | Inizio            | Fine              |
| Marguerite-Louis-François Duport-Dutertre       | 21 novembre 1790  | 23. marzo 1792    |
| Jean-Marie Roland de La Platière                | 23 marzo 1792     | 14 aprile 1792    |
| Antoine Duranthon                               | 14 aprile 1792    | 4 luglio 1792     |
| Étienne Louis Hector Dejoly                     | 4 luglio 1792     | 10 agosto 1792    |
| Georges Jacques Danton                          | 10 agosto 1792    | 9 ottobre 1792    |
| Dominique-Joseph Garat                          | 9 ottobre 1792    | 20 marzo 1793     |
| Louis Gohier                                    | 20 marzo 1793     | 20 aprile 1794    |
| non occupato                                    | 20 aprile 1794    | 3 novembre 1795   |
| Philippe-Antoine Merlin de Douai                | 3 novembre 1795   | 5 gennaio 1796    |
| Charles François Jean Joseph Victor Génissieu   | 5 gennaio 1796    | 4 aprile 1796     |
| Philippe-Antoine Merlin de Douai                | 4 aprile 1796     | 24 settembre 1797 |
| Charles Joseph Mathieu Lambrechts               | 24 settembre 1797 | 20 luglio 1799    |
| Jean-Jacques Régis de Cambacérès                | 20 luglio 1799    | 25 dicembre 1799  |
| André Joseph Abrial                             | 25 dicembre 1799  | 14 settembre 1802 |
| Claude Régnier, duc de Massa                    | 14 settembre 1802 | 20 novembre 1813  |
| Louis-Mathieu Molé                              | 20 novembre 1813  | 1º aprile 1814    |
| Pierre Paul Nicolas, barone Henrion de Pansey   | 3 aprile 1814     | 13 maggio 1814    |
| Charles.Henri Dambray                           | 13 maggio 1814    | 20 marzo 1815     |
| Jean Jacques Régis de Cambacérès, duca di Parma | 20 marzo 1815     | 22 giugno 1815    |
| Antoine Boulay de la Meurthe                    | 22 giugno 1815    | 7 luglio 1815     |
| Étienne-Denis Pasquier                          | 9 luglio 1815     | 26 settembre 1815 |
| François Barbé-Marbois                          | 26 settembre 1815 | 7 maggio 1816     |
| Charles-Henri Dambray                           | 7 maggio 1816     | 19 gennaio 1817   |
| Étienne-Denis Pasquier                          | 19 gennaio 1817   | 29 dicembre 1818  |
| Pierre François Hercule, comte de Serre         | 29 dicembre 1818  | 14 dicembre 1821  |
| Pierre-Denis, comte de Peyronnet                | 14 dicembre 1821  | 4 gennaio 1828    |
| Joseph Marie, comte Portalis                    | 4 gennaio 1828    | 14 maggio 1829    |
| Pierre Alpinien Bertrand Bourdeau               | 14 maggio 1829    | 8 agosto 1829     |
| Jean Joseph Antoine de Courvoisier              | 8 agosto 1829     | 19 maggio 1830    |
| Jean de Chantelauze                             | 19 maggio 1830    | 31 luglio 1830    |
| Jacques-Charles Dupont de l’Eure                | 31 luglio 1830    | 27 dicembre 1830  |
| Joseph Mérilhou                                 | 27 dicembre 1830  | 13 marzo 1831     |
| Félix Barthe                                    | 13 marzo 1831     | 4 aprile 1834     |
| Jean-Charles Persil                             | 4 aprile 1834     | 22 febbraio 1836  |
| Paul Sauzet                                     | 22 febbraio 1836  | 6 settembre 1836  |
| Jean-Charles Persil                             | 6 settembre 1836  | 15 aprile 1837    |
| Félix Barthe                                    | 15 aprile 1837    | 31 marzo 1839     |
| Louis Gaspard Amédée, baron Girod de l’Ain      | 31 marzo 1839     | 12 maggio 1839    |
| Jean-Baptiste Teste                             | 12 maggio 1839    | 1º marzo 1840     |
| Alexandre François Vivien                       | 1º marzo 1840     | 29 ottobre 1840   |
| Nicolas Martin du Nord                          | 29 ottobre 1840   | 12 marzo 1847     |
| Michel Pierre Alexis Hébert                     | 14 marzo 1847     | 24 febbraio 1848  |
| Adolphe Crémieux                                | 24 febbraio 1848  | 7 giugno 1848     |
| Eugène Bethmont                                 | 7 giugno 1848     | 17 luglio 1848    |
| Alexandre Marie                                 | 17 luglio 1848    | 20 dicembre 1848  |
| Eugène Rouher                                   | 20 dicembre 1848  | 26 ottobre 1851   |
| Joseph Corbin                                   | 26 ottobre 1851   | 1º novembre 1851  |
| Alfred Daviel                                   | 1º novembre 1851  | 3 dicembre 1851   |
| Eugène Rouher                                   | 3 dicembre 1851   | 22 gennaio 1852   |
| Jacques Pierre Charles Abbatucci                | 22 gennaio 1852   | 11 novembre 1857  |
| Paul de Royer                                   | 11 novembre 1857  | 5 maggio 1859     |
| Claude Alphonse Delangle                        | 5 maggio 1859     | 23 giugno 1863    |
| Jules Baroche                                   | 23 giugno 1863    | 17 luglio 1869    |
| Jean-Baptiste Duvergier                         | 17 luglio 1869    | 2 gennaio 1870    |
| Émile Ollivier                                  | 2 gennaio 1870    | 10 agosto 1870    |
| Michel Grandperret                              | 10 agosto 1870    | 4 settembre 1870  |
| Adolphe Crémieux                                | 4 settembre 1870  | 19 febbraio 1871  |
| Jules Dufaure                                   | 19 febbraio 1871  | 25 maggio 1873    |
| Jean Ernoul                                     | 25 maggio 1873    | 26 novembre 1873  |
| Octave Depeyre                                  | 26 novembre 1873  | 22 maggio 1874    |
| Adrien Tailhand                                 | 22 maggio 1874    | 10 marzo 1875     |
| Jules Dufaure                                   | 10 marzo 1875     | 12 dicembre 1876  |
| Louis Martel                                    | 12 dicembre 1876  | 17 maggio 1877    |
| Albert de Broglie                               | 17 maggio 1877    | 23 novembre 1877  |
| François Lepelletier                            | 23 novembre 1877  | 13 dicembre 1877  |
| Jules Dufaure                                   | 13 dicembre 1877  | 4 febbraio 1879   |
| Philippe Le Royer                               | 4 febbraio 1879   | 28 dicembre 1879  |
| Jules Cazot                                     | 28 dicembre 1879  | 30 gennaio 1882   |
| Gustave Humbert                                 | 30 gennaio 1882   | 7 agosto 1882     |
| Pierre Paul Devès                               | 7 agosto 1882     | 21 febbraio 1883  |
| Félix Martin-Feuillée                           | 21 febbraio 1883  | 6 aprile 1885     |
| Henri Brisson                                   | 6 aprile 1885     | 7 gennaio 1886    |
| Charles Demôle                                  | 7 gennaio 1886    | 11 dicembre 1886  |
| Ferdinand Sarrien                               | 11 dicembre 1886  | 30 maggio 1887    |
| Charles Mazeau                                  | 30 maggio 1887    | 30 novembre 1887  |
| Armand Fallières                                | 30 novembre 1887  | 3 aprile 1888     |
| Jean-Baptiste Ferrouillat                       | 3 aprile 1888     | 5 febbraio 1889   |
| Edmond Guyot-Dessaigne                          | 5 febbraio 1889   | 22 febbraio 1889  |
| François Thévenet                               | 22 febbraio 1889  | 17 marzo 1890     |
| Armand Fallières                                | 17 marzo 1890     | 27 febbraio 1892  |
| Louis Ricard                                    | 27 febbraio 1892  | 6 dicembre 1892   |
| Léon Bourgeois                                  | 6 dicembre 1892   | 12 marzo 1893     |
| Jules Develle                                   | 12 marzo 1893     | 13 marzo 1893     |
| Léon Bourgeois                                  | 13 marzo 1893     | 4 aprile 1893     |
| Eugène Guérin                                   | 4 aprile 1893     | 3 dicembre 1893   |
| Antonin Dubost                                  | 3 dicembre 1893   | 30 maggio 1894    |
| Eugène Guérin                                   | 30 maggio 1894    | 26 gennaio 1895   |
| Ludovic Trarieux                                | 26 gennaio 1895   | 1º novembre 1895  |
| Louis Ricard                                    | 1º novembre 1895  | 29 aprile 1896    |
| Jean-Baptiste Darlan                            | 29 aprile 1896    | 2 dicembre 1897   |
| Victor Milliard                                 | 2 dicembre 1897   | 28 giugno 1898    |
| Ferdinand Sarrien                               | 28 giugno 1898    | 1º novembre 1898  |
| Georges Lebret                                  | 1º novembre 1898  | 22 giugno 1899    |
| Ernest Monis                                    | 22 giugno 1899    | 7 giugno 1902     |
| Ernest Vallé                                    | 7 giugno 1902     | 24 gennaio 1905   |
| Joseph Chaumié                                  | 24 gennaio 1905   | 14 marzo 1906     |
| Ferdinand Sarrien                               | 14. marzo 1906    | 25. ottobre 1906  |
| Edmond Guyot-Dessaigne                          | 25 ottobre 1906   | 31 dicembre 1907  |
| Aristide Briand                                 | 4 gennaio 1908    | 24 luglio 1909    |
| Louis Barthou                                   | 24 luglio 1909    | 3 novembre 1910   |
| Théodore Girard                                 | 3 novembre 1910   | 2 marzo 1911      |
| Antoine Perrier                                 | 2 marzo 1911      | 27 giugno 1911    |
| Jean Cruppi                                     | 27 giugno 1911    | 14 gennaio 1912   |
| Aristide Briand                                 | 14 gennaio 1912   | 21 gennaio 1913   |
| Louis Barthou                                   | 21 gennaio 1913   | 22 marzo 1913     |
| Antony Ratier                                   | 22 marzo 1913     | 9 dicembre 1913   |
| Jean-Baptiste Bienvenu-Martin                   | 9 dicembre 1913   | 9 giugno 1914     |
| Alexandre Ribot                                 | 9 giugno 1914     | 13 giugno 1914    |
| Jean-Baptiste Bienvenu-Martin                   | 13 giugno 1914    | 26 agosto 1914    |
| Aristide Briand                                 | 26 agosto 1914    | 29 ottobre 1915   |
| René Viviani                                    | 29 ottobre 1915   | 12 settembre 1917 |
| Raoul Péret                                     | 12 settembre 1917 | 16 novembre 1917  |
| Louis Nail                                      | 16 novembre 1917  | 20 gennaio 1920   |
| Gustave Lhopiteau                               | 20 gennaio 1920   | 16 gennaio 1921   |
| Laurent Bonnevay                                | 16 gennaio 1921   | 15 gennaio 1922   |
| Louis Barthou                                   | 15 gennaio 1922   | 5 ottobre 1922    |
| Maurice Colrat                                  | 5 ottobre 1922    | 29 marzo 1924     |
| Edmond Lefebvre du Prey                         | 29 marzo 1924     | 9 giugno 1924     |
| Antony Ratier                                   | 9. Juni 1924      | 14. Juni 1924     |
| René Renoult                                    | 14 giugno 1924    | 17 aprile 1925    |
| Théodore Steeg                                  | 17 aprile 1925    | 11 ottobre 1925   |
| Anatole de Monzie                               | 11 ottobre 1925   | 29 ottobre 1925   |
| Camille Chautemps                               | 29 ottobre 1925   | 28 novembre 1925  |
| René Renoult                                    | 28 novembre 1925  | 9 marzo 1926      |
| Pierre Laval                                    | 9 marzo 1926      | 19 luglio 1926    |
| Maurice Colrat                                  | 19 luglio 1926    | 23 luglio 1926    |
| Louis Barthou                                   | 23 luglio 1926    | 3 novembre 1929   |
| Lucien Hubert                                   | 3 novembre 1929   | 21 febbraio 1930  |
| Théodore Steeg                                  | 21 febbraio 1930  | 2 marzo 1930      |
| Raoul Péret                                     | 2 marzo 1930      | 17 novembre 1930  |
| Henry Chéron                                    | 17 novembre 1930  | 27 gennaio 1931   |
| Léon Bérard                                     | 27 gennaio 1931   | 20 febbraio 1932  |
| Paul Reynaud                                    | 20 febbraio 1932  | 3 giugno 1932     |
| René Renoult                                    | 3 giugno 1932     | 18 dicembre 1932  |
| Abel Gardey                                     | 18. Dezember 1932 | 31. Januar 1933   |
| Eugène Penancier                                | 31 gennaio 1933   | 26 ottobre 1933   |
| Albert Dalimier                                 | 26 ottobre 1933   | 26 novembre 1933  |
| Eugène Raynaldy                                 | 26 novembre 1933  | 27 gennaio 1934   |
| Eugène Penancier                                | 27 gennaio 1934   | 9 febbraio 1934   |
| Henry Chéron                                    | 9 febbraio 1934   | 15 ottobre 1934   |
| Henry Lémery                                    | 15 ottobre 1934   | 8 novembre 1934   |
| Georges Pernot                                  | 8 novembre 1934   | 7 giugno 1935     |
| Léon Bérard                                     | 7 giugno 1935     | 4 giugno 1936     |
| Marc Rucart                                     | 4 giugno 1936     | 22 giugno 1937    |
| Vincent Auriol                                  | 22 giugno 1937    | 18 gennaio 1938   |
| César Campinchi                                 | 18 gennaio 1938   | 13 marzo 1938     |
| Marc Rucart                                     | 13 marzo 1938     | 10 aprile 1938    |
| Paul Reynaud                                    | 10 aprile 1938    | 1º novembre 1938  |
| Paul Marchandeau                                | 1º novembre 1938  | 13 settembre 1939 |
| Georges Bonnet                                  | 13 settembre 1939 | 21 marzo 1940     |
| Albert Sérol                                    | 21 marzo 1940     | 16 giugno 1940    |
| Charles Frémicourt                              | 16 giugno 1940    | 12 luglio 1940    |
| Raphaël Alibert                                 | 12 luglio 1940    | 27 gennaio 1941   |
| Joseph Barthélemy                               | 27 gennaio 1941   | 26 marzo 1943     |
| Maurice Gabolde                                 | 26 marzo 1943     | 20 agosto 1944    |

### Commissario della giustizia libera del CFLN (durante gli anni del governo di Vichy 1941-1944)
| Commissario         | Inizio            | Fine              |
| René Cassin         | 24 settembre 1941 | 7 giugno 1943     |
| Jules Abadie        | 7 giugno 1943     | 4 settembre 1943  |
| François de Menthon | 4 settembre 1943  | 10 settembre 1944 |

### Ministro della giustizia (dal 1944 ad oggi)
| Ministro                       | Inizio            | Fine              |
| François de Menthon            | 10 settembre 1944 | 30 maggio 1945    |
| Pierre-Henri Teitgen           | 30 maggio 1945    | 18 dicembre 1946  |
| Paul Ramadier                  | 18 dicembre 1946  | 22 gennaio 1947   |
| André Marie                    | 22 gennaio 1947   | 26 luglio 1948    |
| Robert Lecourt                 | 26 luglio 1948    | 11 settembre 1948 |
| André Marie                    | 11 settembre 1948 | 13 febbraio 1949  |
| Robert Lecourt                 | 13 febbraio 1949  | 28 ottobre 1949   |
| René Mayer                     | 28 ottobre 1949   | 11 agosto 1951    |
| Edgar Faure                    | 11 agosto 1951    | 20. gennaio 1952  |
| Léon Martinaud-Déplat          | 20 gennaio 1952   | 28 giugno 1953    |
| Paul Ribeyre                   | 28 giugno 1953    | 19 giugno 1954    |
| Émile Hugues                   | 19 giugno 1954    | 3 settembre 1954  |
| Jean-Michel Guérin de Beaumont | 3 settembre 1954  | 20 gennaio 1955   |
| Emmanuel Temple                | 20 gennaio 1955   | 23 febbraio 1955  |
| Robert Schuman                 | 23 febbraio 1955  | 1º febbraio 1956  |
| François Mitterrand            | 1º febbraio 1956  | 13 giugno 1957    |
| Édouard Corniglion-Molinier    | 13 giugno 1957    | 6 novembre 1957   |
| Robert Lecourt                 | 6 novembre 1957   | 1º giugno 1958    |
| Michel Debré                   | 1º giugno 1958    | 8 gennaio 1959    |
| Edmond Michelet                | 8 gennaio 1959    | 24 agosto 1961    |
| Bernard Chenot                 | 24 agosto 1961    | 15 aprile 1962    |
| Jean Foyer                     | 15 aprile 1962    | 6 aprile 1967     |
| Louis Joxe                     | 6 aprile 1967     | 30 maggio 1968    |
| René Capitant                  | 30 maggio 1968    | 28 aprile 1969    |
| Jean-Marcel Jeanneney          | 28 aprile 1969    | 22 giugno 1969    |
| René Pleven                    | 22 giugno 1969    | 16 marzo 1973     |
| Pierre Messmer                 | 16 marzo 1973     | 6 aprile 1973     |
| Jean Taittinger                | 6 aprile 1973     | 28 maggio 1974    |
| Jean Lecanuet                  | 28 maggio 1974    | 27 agosto 1976    |
| Olivier Guichard               | 27 agosto 1976    | 30 marzo 1977     |
| Alain Peyrefitte               | 30 marzo 1977     | 22 maggio 1981    |
| Maurice Faure                  | 22 maggio 1981    | 23 giugno 1981    |
| Robert Badinter                | 23 giugno 1981    | 19 febbraio 1986  |
| Michel Crépeau                 | 19 febbraio 1986  | 20 marzo 1986     |
| Albin Chalandon                | 20 marzo 1986     | 12 maggio 1988    |
| Pierre Arpaillange             | 12 maggio 1988    | 2 ottobre 1990    |
| Henri Nallet                   | 2 ottobre 1990    | 2 aprile 1992     |
| Michel Vauzelle                | 2 aprile 1992     | 29 marzo 1993     |
| Pierre Méhaignerie             | 29 marzo 1993     | 18 maggio 1995    |
| Jacques Toubon                 | 18 maggio 1995    | 4 giugno 1997     |
| Élisabeth Guigou               | 4 giugno 1997     | 18 ottobre 2000   |
| Marylise Lebranchu             | 18 ottobre 2000   | 7 maggio 2002     |
| Dominique Perben               | 7 maggio 2002     | 2 giugno 2005     |
| Pascal Clément                 | 2 giugno 2005     | 18 maggio 2007    |
| Rachida Dati                   | 18 maggio 2007    | 23 giugno 2009    |
| Michèle Alliot-Marie           | 23 giugno 2009    | 14 novembre 2010  |
| Michel Mercier                 | 14 novembre 2010  | 15 maggio 2012    |
| Christiane Taubira             | 16 maggio 2012    | 27 gennaio 2016   |
| Jean-Jacques Urvoas            | 27 gennaio 2016   | 10 maggio 2017    |
| François Bayrou                | 10 maggio 2017    | 21 giugno 2017    |
| Nicole Belloubet               | 21 giugno 2017    | 3 luglio 2020     |
| Éric Dupond-Moretti            | 3 luglio 2020     | 21 settembre 2024 |
| Didier Migaud                  | 21 settembre 2024 | 23 dicembre 2024  |
| Gérald Darmanin                | 23 dicembre 2024  | in carica         |